# Амазонките (теленовела, 2016)
„Амазонките“ (на испански: Las amazonas) е мексиканска теленовела от 2016 г., режисирана от Алберто Диас и Хосе Досети и продуцирана от Салвадор Мехия за Телевиса. Версията, разработена от Рикардо Фиайега, е базирана на венецуелската теленовела Las amazonas от 1985 г., създадена от Сесар Мигел Рондон.
В главните роли са Виктория Руфо, Сесар Евора, Дана Гарсия, Андрес Паласиос, Гретел Валдес, Рене Касадос, Марилус Бермудес и Хуан Пабло Хил. В отрицателните роли са Габриела Вергара, Гилермо Гарсия Канту, Наталия Гереро, Алехандро Естрада, Борис Дуфлос и първата актриса Жаклин Андере. Специално участие вземат Моника Айос и Алфредо Адаме.

## Сюжет
Викториано Сантос е високомерен и горд човек, който е успял да натрупа огромно богатство благодарение на своите усилия и всеотдайност. Най-голямата му гордост са трите му красиви дъщери – Диана, Касандра и Констанса, наследили силния характер на баща си, но дълбоко в себе си те са благородни като него. Трите сестри живеят под грижите на Инес, бавачката им, която ги обича и защитава, сякаш е тяхна майка. В миналото Инес и Викториано са напът да се оженят, но Лорето, предполагаемият най-добър приятел на Викториано, се възползва от нея и я оставя бременна, карайки Викториано да повярва, че тя му изневерява и така прекратява плановете им за сватба.
Диана, най-голяма дъщеря на Викториано, никога не успява да прости на баща си, че се е оженил за Дебора Пинейро, на която Диана никога не се доверява, тъй като я смята за амбициозна и безпринципна жена. Заради това Диана живее в постоянни проблеми с баща си. Диана е сгодена под натиска на баща си за Елиас, брата на Дебора. Един ден тя се запознава с Алехандро Сан Роман, ветеринарен лекар и самотен баща на две момичета, и двамата се влюбват. Поради тази причина тя решава да прекрати ангажимента си към Елиас, за да изживее любовта си с Алехандро, но Дебора се ядосва на влюбените и измисля коварен план, чрез който да накара Диана да повярва, че той не ѝ е верен. Наранена и оставена да бъде увлечена от гордостта си, Диана решава да прекрати връзката си с Алехандро, вярвайки, че я е предал. Освен това Лисет, бившата съпруга на Алехандро и майка на Мария Хосе и Сабина, се завръща и ще използва всичките си подмолни трикове, за да ги раздели.
От друга страна, Касандра по-малката дъщеря на Викториано, се отдава на професионалното си развитие като архитект, но компаниите я дискриминират заради факта, че е жена и че не притежава характера, нужен в тази професия. Касандра е назначена в строителната компания „Мендоса“, където се запознава с Едуардо Мендоса, мъж, много по-възрастен от нея, но въпреки това двамата се влюбват. Обаче семейство Мендоса мрази Викториано и цялото му семейство, защото го смятат за виновен за убийството на Висенте, най-големия син на Мендоса, с когото в миналото са споделяли не само силно приятелство, но и различни бизнеси. Когато Висенте е убит, Лорето е обвинен в това престъпление и хвърлен в затвора. Въпреки омразата между двете семейства, Касандра и Едуардо поставят любовта си като приоритет, но нито Викториано, нито Бернарда, главата на семейство Мендоса, истинската убийцата на своя син и която държи затворена в лудница Диана Мария, майката на сестрите Сантос, станала неволен свидетел на убийството на Висенте, ще позволят на любовта им да тържествува.
Констанса, най-малката дъщеря на Викториано, има връзка с Роберто Монтесинос, арогантен и амбициозен младеж, манипулиран от своя баща, който най-силно желае синът му да се ожени за Констанса и благодарение на парите на Викториано да възстанови фалиралите си компании. Емилиано, синът на Инес и Лорето, винаги е бил влюбен в Констанса. Когато ѝ разкрива чувствата си, тя също се влюбва в него. Роберто обаче се възползва от нея, когато разбира, че се е влюбила в Емилиано, за да я контролира и да я принуди да се омъжи за него. Освен това Викториано никога няма да позволи дъщеря му да се омъжи за сина на мъжа, който уж е откраднал любовта на Инес.
Трите сестри трябва да се изправят срещу плановете за амбициа и отмъщение на Дебора и Елиас, които мразят Викториано и дъщерите му, злото на Бернарда, която няма да позволи да се разкрие тайната ѝ от миналото, и Лорето, който, след като е освободен от затвора, е решен да съсипе семейство Сантос.

## Актьори
- Дана Гарсия – Диана Сантос Луна / Диана Мендоса Луна
- Андрес Паласиос – Алехандро Сан Роман / Алехандро Сантос Уерта
- Виктория Руфо – Инес Уерта
- Сесар Евора – Викториано Сантос
- Гретел Валдес – Касандра Сантос Луна
- Марилус Бермудес – Констанса Сантос Луна
- Рене Касадос – Едуардо Мендоса Кастро
- Хуан Пабло Хил – Емилиано Гусман Уерта
- Габриела Вергара – Дебора Пиниейро Виляроел де Сантос / Еухения Виляроел
- Гилермо Гарсия Канту – Лорето Гусман Валдес
- Жаклин Андере – Бернандра Кастро вдовица де Мендоса
- Наталия Гереро – Лисет Руис
- Лис Гаярдо – Монсерат
- Алехандро Сирвент – Фабрисио Айенде
- Бенхамин Риверо – Мелитон Мелендес
- Алехандро Руис – Алонсо
- Алехандро Естрада – Елиас Виляроел
- Борис Дуфлос – Роберто Монтесинос
- Алфредо Адаме – Висенте Мендоса Кастро
- Моника Айос – Диана Мария Луна де Сантос / Диана Елиса Луна
- Едуардо Линян – Хенаро Вия
- Ектор Крус – Бермудес
- Мариелена Самора – Хасинта Руис
- Палмейра Крус – Кандела
- Росита Пелайо – Луча
- Фернандо Роблес – Артемио
- Марсия Кутиньо – Делия
- Джаки Соуса – Ингрид
- Миранда Кей – Мария Хосе Сан Роман Кирос
- Валентина де лос Кобос – Сабина Сан Роман Кирос
- Елеани Пуел – Кармен
- Рафаел дел Вияр – Роберто
- Маркос Монтеро – Алдо
- Флора Фернандес – Анисета
- Карла Стефан – Елвия
- Ландон Джей – Иван Виляроел
- Сарай Меса – Белен
- Етан Мебарек – Алехандро Сан Роман (дете)

## Премиера
Премиерата на Амазонки е на 16 май 2016 г. по Canal de las Estrellas. Последният 61. епизод е излъчен на 7 август 2016 г.

## Екип
- Оригинална история – Сесар Мигел Рондон
- Версия и либрето – Рикардо Фиайега
- Ко-адаптация – Катя Родригес, Ена Маркес, Гения Аргомедо, Виктория Орванянос
- Литературна редакция – Елисабет Саласар
- Литературен консултант – Беренис Рамирес
- Сценография – Диего Ласкурайн, Исраел Алва
- Декор – Есперанса Кармона, Бренда Контрерас
- Дизайн на костюми – Хуан Мануел Мартинес, Иления Ромоли, Даниела Гарсия
- Музикална тема – Entrégate
- Изпълнители – Карлос Марин и Innocence
- Автори – Евелин де ла Лус, Алберто Васкес
- Музикален координатор – Луис Алберто Диасаяс
- Монтажисти – Марко Антонио Роча, Иван Фрутос Крус
- Асистент-монтажисти – Ицел Марикрус Алтамирано, Виктор Мануел Кирос, Абраам Гереро
- Координатори продукция – Джесика Морено, Мануел Арчила, Беатрис де Анда, Алфонсо Лопес
- Главен координатор – Лаура Места Кордеро
- Асистент-продуценти – Беренис Рамирес, Серхио Пичардо, Карел Флорес, Фабиола Монрой, Нора Исела Брионес, Хуан Карлос Силва
- Продуцент – Аарон Гутиерес Мендес
- Режисьор на диалози – Хорхе Роблес
- Асистент-оператори – Лорена Хименес, Маурисио Гама
- Асистент-режисьори – Франк Улвен, Иван Вега
- Оператори – Хесус Нахера Саро, Лино Адриан Гама
- Режисьори – Алберто Диас, Хосе Досети
- Изпълнителен продуцент – Салвадор Мехия

## Награди и номинации

### Награди TVyNovelas 2017
| Категория                           | Номинация        | Резултат   |
| ----------------------------------- | ---------------- | ---------- |
| Най-добър екип                      | Салвадор Мехия   | Номиниран  |
| Най-добър актьор в главна роля      | Андрес Паласиос  | Номиниран  |
| Най-добра актриса в поддържаща роля | Гретел Валдес    | Номинирана |
| Най-добър пръв актьор               | Сесар Евора      | Печели     |
| Най-добър млад актьор               | Хуан Пабло Хил   | Номиниран  |
| Най-добра млада актриса             | Марилус Бермудес | Номинирана |

## Версии
- Венецуелската теленовела Las amazonas от 1985 г., с участието на Илда Кареро и Едуардо Серано.
- Венецуелската теленовела Quirpa de tres mujeres, продуцирана за Venevisión през 1996 г., с участието на Федра Лопес и Данило Сантос.
- Мексиканската теленовела Любимо мое момиче, адаптирана от Габриела Ортигоса и продуцирана през 2003 г. от Анджели Несма Медина за Телевиса, с участието на Кариме Лосано, Серхио Гойри, Ото Сирго, Майрин Вилянуева, Хулио Манино и Лудвика Палета.
- Венецуелската теленовела Бандитките от 2013 г., с участието на Ана Лусия Домингес и Марко Мендес.

## В България
Премиерата на теленовелата в България е на 22 септември 2021 г. по Диема Фемили, като последният епизод е излъчен на 17 декември 2021 г. Второто излъчване на теленовелата започва на 15 септември 2023 г. отново по Диема Фемили. Ролите се озвучават от актьорите Христина Ибришимова, Йорданка Илова, Даниела Йорданова, Васил Бинев, Здравко Методиев и Светозар Кокаланов. Преводачи са Моника Константинова и Валентина Йоргакиева, тонрежисьори са Лазар Йончев, Стефан Дучев, Цветомир Цветков и Димитър Кукушев, режисьор на дублажа е Димитър Кръстев.